# 2004 SC60
2004 SC60, também escrito como 2004 SC60, é um objeto transnetuniano que está localizado no Cinturão de Kuiper, uma região do Sistema Solar. Este corpo celeste está em uma ressonância orbital de 4:7 com o planeta Netuno. Ele possui uma magnitude absoluta de 7,5 e tem um diâmetro estimado com 139 km.

## Descoberta
2004 SC60 foi descoberto no dia 22 de setembro de 2004 pelos astrônomos H. G. Roe, M. E. Brown e K. M. Barkume.

## Órbita
A órbita de 2004 SC60 tem uma excentricidade de 0,277 e possui um semieixo maior de 44,019 UA. O seu periélio leva o mesmo a uma distância de 31,817 UA em relação ao Sol e seu afélio a 56,221 UA.